# 北海道芽室高等学校
北海道芽室高等学校（ほっかいどうめむろこうとうがっこう、英称：Hokkaido Memuro High School）は、北海道河西郡芽室町にある公立（道立）の高等学校である。全日制普通科。

## 校訓
- 一．切磋琢磨

## 特徴
- 就職から進学まで進路が幅広く、選択肢が多い。
- 近くに大きな製糖工場があり、工場が操業する秋から春にかけて学校周辺で異臭がすることがあるが、ここ数年[いつ?]は製糖工場の環境対策が進み、異臭はほとんどしない。
- 男子4割、女子6割で女子の方が多い。2008年度の1学年の男女の割合は男子14名、女子26名であった。
- 学校の敷地が広く、のびのびとスポーツができる環境になっている。

## 沿革
- 1948年11月：北海道清水高等学校芽室分校として開校
- 1948年12月：定時制農業科、普通科を設置
- 1949年10月：北海道芽室高等学校として独立
- 1950年4月：定時制家庭科設置
- 1952年5月：被服別科設置認可
- 1954年4月：被服別科廃止、全日制普通科設置（2間口）
- 1957年3月：道立に移管
- 1960年4月：全日制普通科1間口増設（3間口）
- 1963年4月：定時制家庭科を家政科に変更
- 1966年4月：定時制家政科を廃止、定時制生活科を設置
- 1975年4月：定時制生活科募集停止、全日制普通科1間口増設（4間口）
- 1981年4月：定時制農業科募集停止、全日制普通科1間口増設（5間口）
- 1983年12月：新校舎に移転
- 2003年4月：全日制普通科1間口削減（4間口）